# Limburgo del Lahn
Limburgo del Lahn (oficialmente en alemán Limburg an der Lahn) es la capital del distrito de Limburg-Weilburg en Hesse, Alemania.

## Geografía

### Situación
Limburgo está situada en Hesse occidental, entre el Taunus y Westerwald, a orillas del río Lahn.
La población yace en medio de una sierra rodeada de los valles de Taunus y Westerwald, el llamado Limburger Becken. Debido al clima favorable, el Limburger Becken es una de las regionales agrícolas más ricas de Hesse y, con el Lahn cruzándola, ha sido de gran importancia como vía de transporte desde la Edad Media.

## Etimología
El origen del nombre de Limburgo no queda del todo claro y podría referirse a un antiguo castillo, dado que Burg significa castillo en alemán. En el año 910, la ciudad es mencionada por primera vez como Lintpurc. Dos teorías populares cuentan:
- Que el nombre fue elegido por la proximidad con el Linterer Bach, un antiguo torrente en Linter desaparecido que desembocaba en el Lahn
- Que el nombre fue elegido como conexión con una saga de dragones (véase Lindworm) y podría referirse también al monasterio de San Jorge, situado en Limburg. Sin embargo, el monasterio fue construido tras el castillo.

## Historia

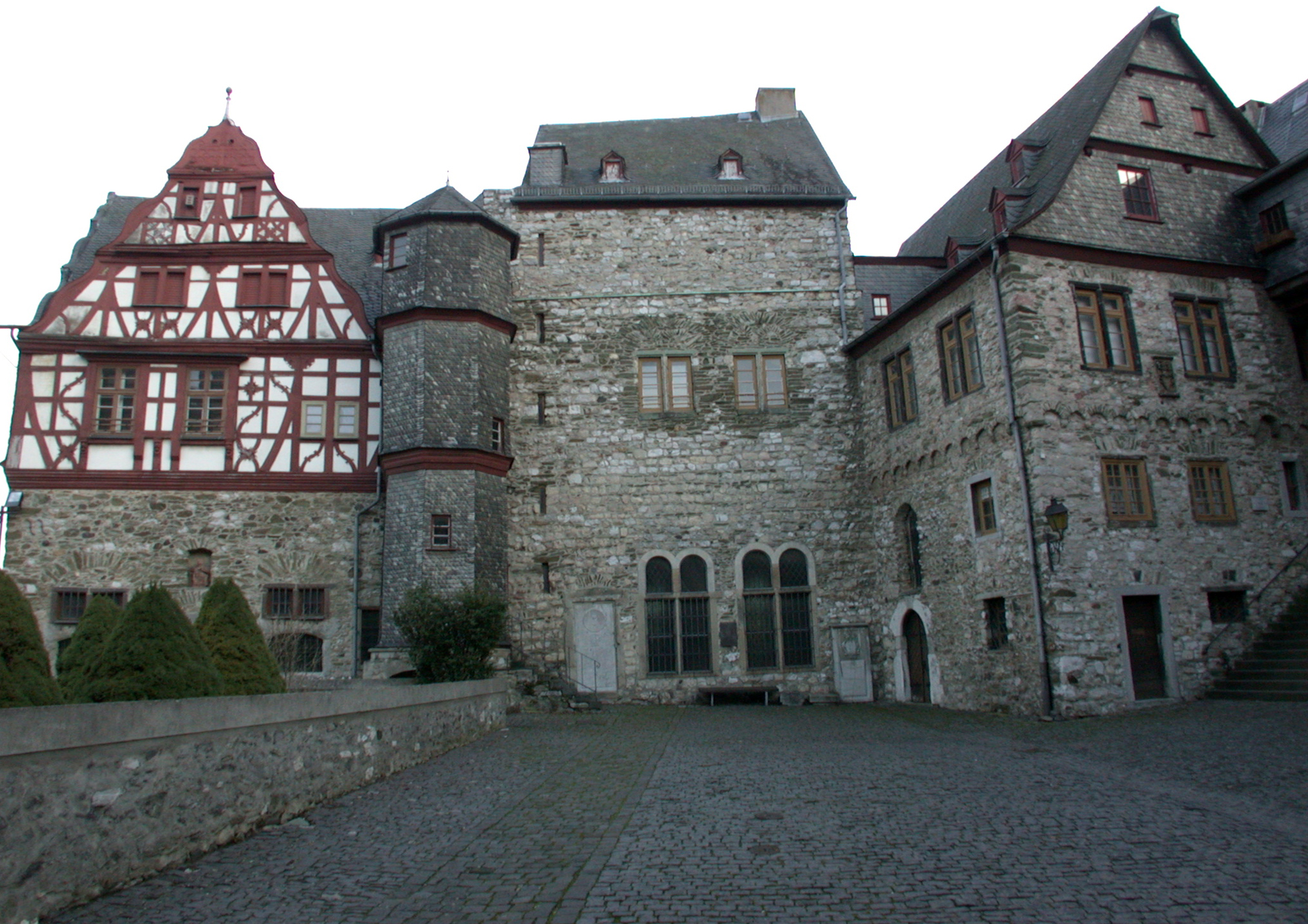
La zona más vieja conservada del Castillo de Limburgo, visto desde el jardín

Sobre el año 800, los primeros edificios fueron levantados alrededor del castillo de Limburgo, construido probablemente para proteger un vado sobre el río Lahn. En las décadas siguientes, la población creció bajó la protección del castillo. Limburgo es mencionada por primera vez en documentos en el año 910 bajo el nombre de Lintpurc, cuando Luis IV de Alemania otorgó a Konrad Kurzbold propiedades donde construir una iglesia en la comunidad a la que pertenecía. Éste colocó la primera piedra para la iglesia del Monasterio de San Jorge, donde también fue enterrado. La comunidad pronto creció en conjunción con el presupuesto del monasterio y se benefició del comercio.
En 1150 un puente de madera se construyó a través del Lahn. El camino desde Colonia a Fráncfort del Meno cambió y comenzó a pasar a través de Limburgo. En los inicios del siglo XIII, el castillo de Limburgo se construyó con la forma que todavía retiene. Poco después, la población pasó a ser propiedad de los señores de Isenburg. En 1214, la población recibió el estatus de ciudad. Los restos de las fortificaciones en los años 1130, 1230 y 1340 señalan un asombroso crecimiento de la ciudad, dada la cantidad de metros de radio que separan la una de la otra.

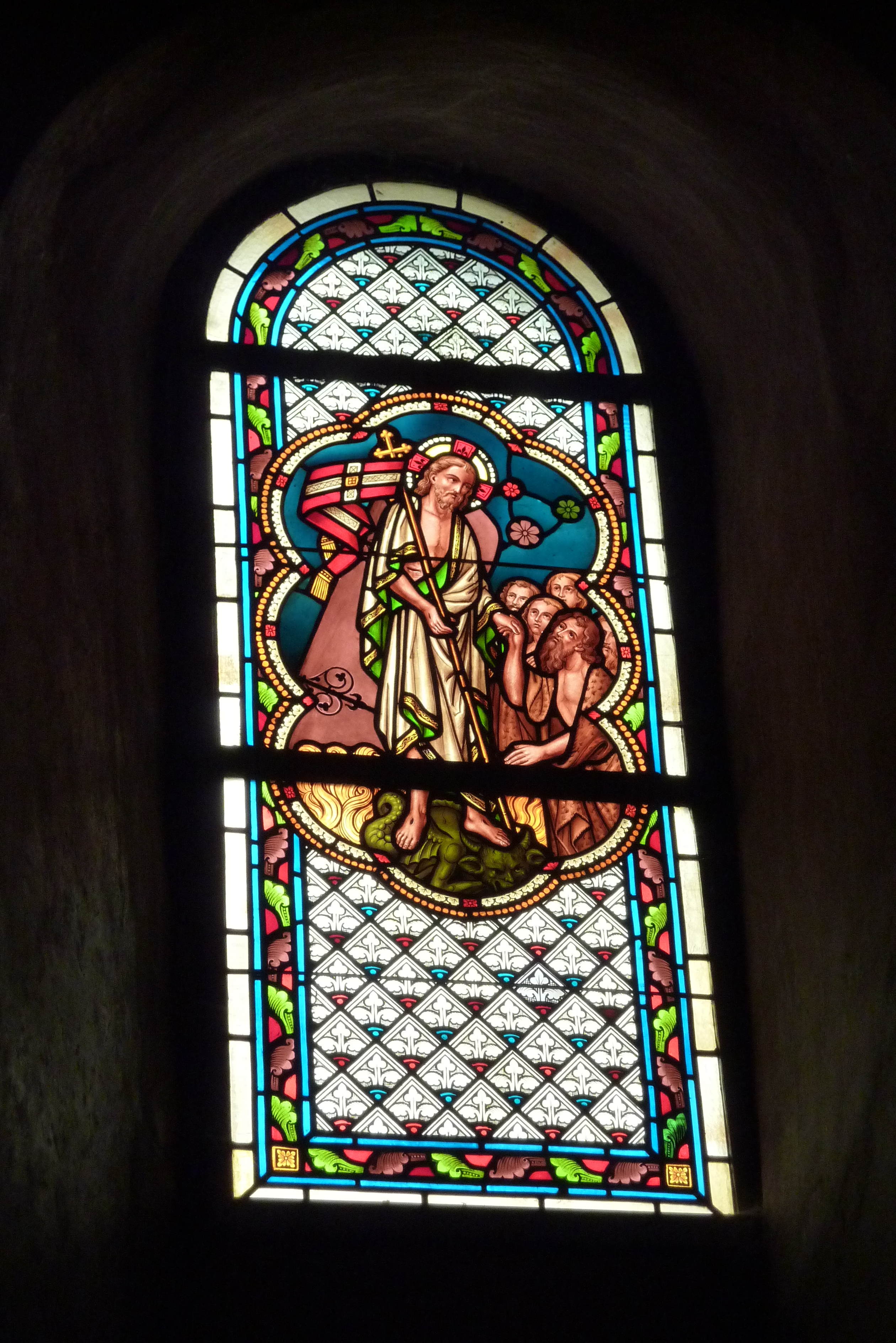
Vidriera medieval en el ábside de la catedral.

La clase gobernante entre la población medieval eran ricas familias de comerciantes cuyas casas se levantaban cerca de la torre del castillo y estaban rodeadas por la primera fortificación construida. La zona del actual Rossmarkt, en la cual vivían los artesanos, fue integrada en las murallas con la construcción de la segunda muralla. Los habitantes de la zona, sin embargo, y a diferencia de la élite mercantil, no tenían voz en los asuntos de la ciudad y no estaban autorizados para enviar representantes al consejo de la ciudad. No obstante, estaban obligados a mantener el gasto financiero de la ciudad. Sólo a partir de 1458 tuvieron la potestad de enviar dos representantes al consejo.

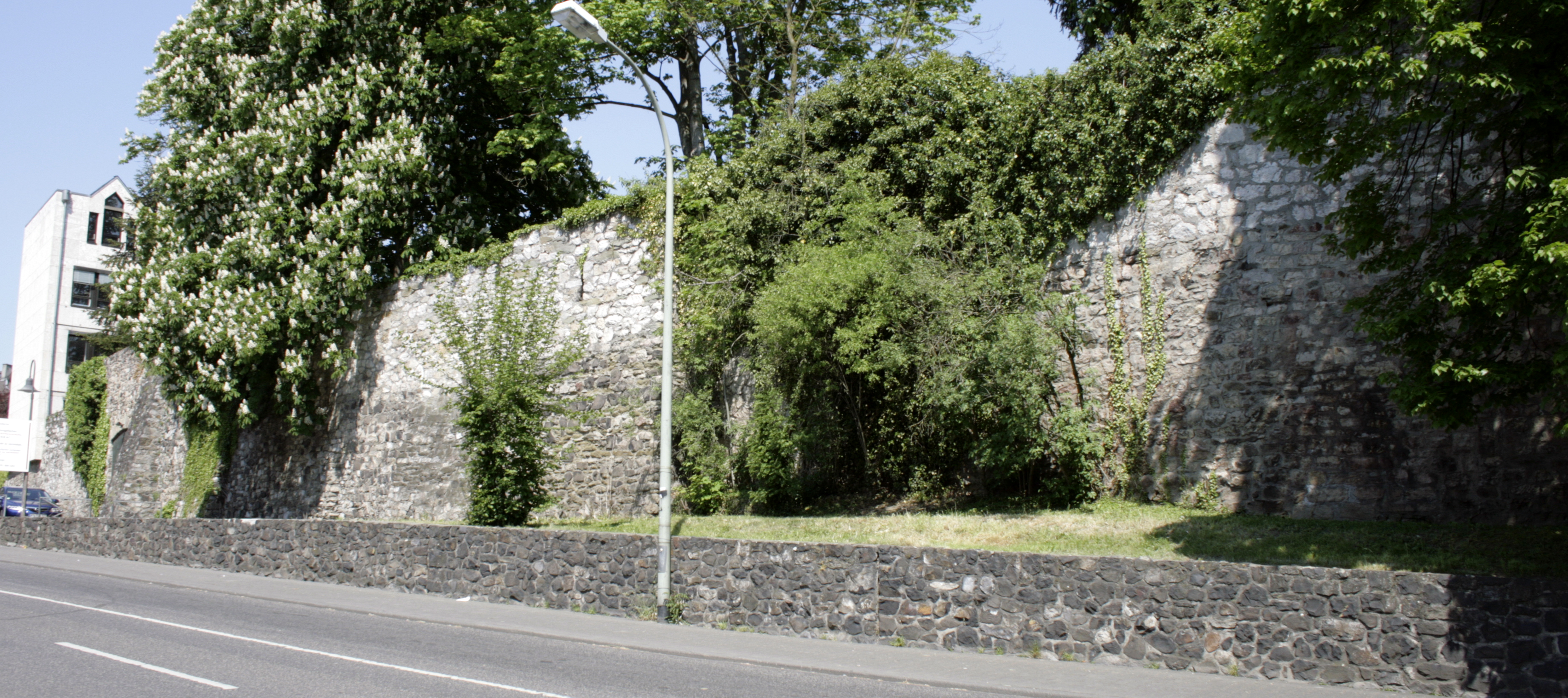
Restos de la cerca urbana en Eschhöfer Weg

La catedral de San Jorge (Georgsdom), construida sobre la antigua iglesia del monasterio, fue consagrada en 1235. 
El 14 de mayo de 1289, un gran fuego destruyó grandes partes del centro de la ciudad, aunque fueron posteriormente reconstruidas. Unas de la casas de nueva construcción fueron las situadas en la calle Römer 2-4-6, las cuales son hoy en día unas de las casas más antigua de Alemania construidas parcialmente en madera. En 1337, los judíos de Limburgo fueron expulsados de la ciudad, aunque se les permitió volver en 1341 por real decreto. En 1420, la ciudad pasó a ser dependiente del Electorado de Tréveris. Este evento, sumado a otro incendio en 1342, la Peste negra en 1349, 1356 y 1365 y el ascenso de los Príncipes Territoriales llevó a un declive de la ciudad. En 1315 y 1346 se construyó el antiguo puente de piedra sobre el Lahn.

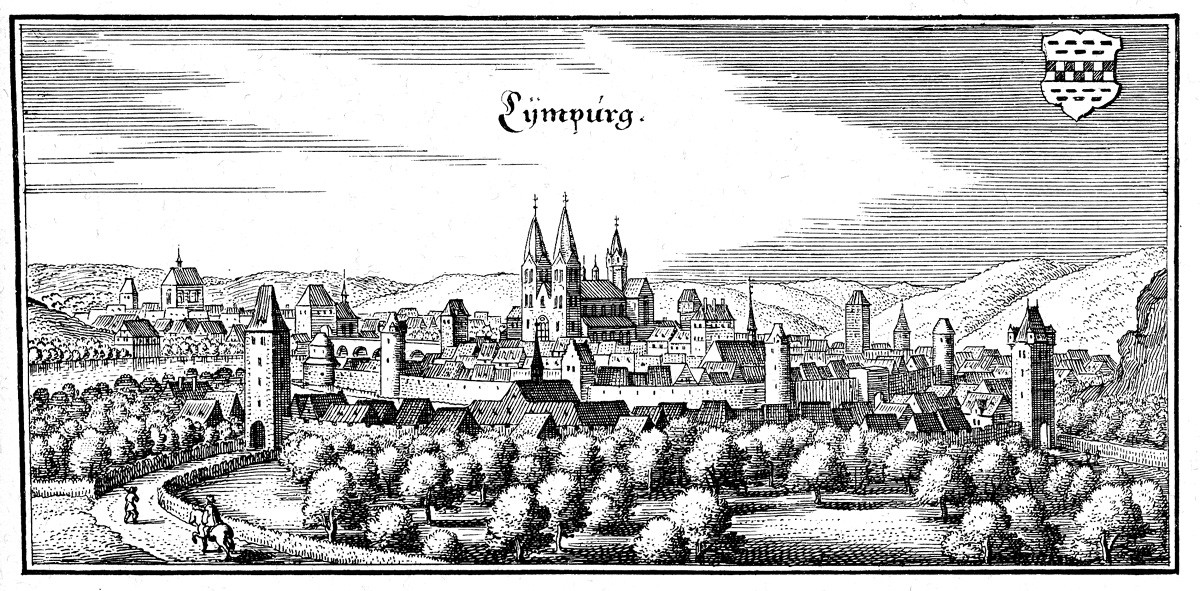
Limburgo – Ilustración de Topographia Hassiae por Matthäus Merian, 1655

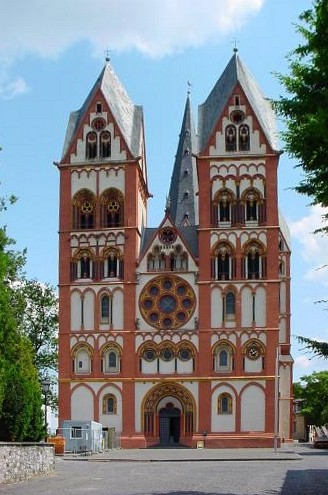
Aspecto actual de la catedral de San Jorge

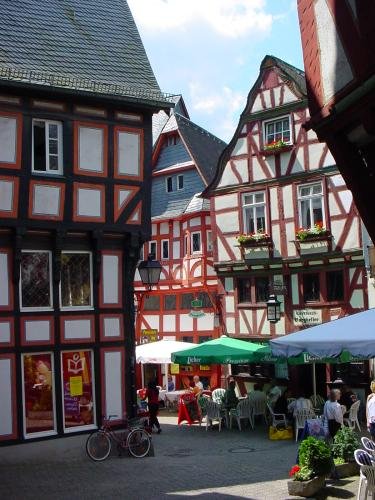
Centro histórico

La Guerra de los campesinos alemanes levantó a la población en 1525. Después de que el Electorado de Tréveris hubiera pedido a los ciudadanos la expulsión de un luterano, un grupo de ellos sin derecho a representación envió al consejo una lista de treinta peticiones el 24 de mayo refiriendo a participaciones financieras, igualdad de impuestos, comercio y asuntos con la clase comerciante. En los días siguientes, estas peticiones entraron en negociaciones con el consejo, aunque todas las peticiones fueron rechazadas y se retiró el derecho a llevar a dos representantes al consejo.
En 1806, Limburgo pasó a formar parte del Ducado de Nassau. En 1818, se demolieron las murallas de la ciudad. En 1827, la ciudad fue nombrada sede de una sede episcopal. En 1866, el Ducado de Nassau y con él la ciudad de Limburg pasaron a formar parte de Prusia tras la guerra austro-prusiana. En 1862, Limburgo acogió una estación de ferrocarril.
Durante la Primera Guerra Mundial hubo un gran campo de prisioneros junto al Lahn. Muchos irlandeses miembros del ejército británico fueron recluidos en él hasta el final de la guerra. fueron visitados por el líder republicano irlandés Roger Casement en un intento de conseguir reclutas para la posterior Rebelión Irlandesa.

## Política

### Alcalde
El actual alcalde es Marius Hahn (SPD).

### Hermanamientos
- Sainte-Foy-lès-Lyon, Rhône, Francia
- Oudenburg, Flandes Occidental, Belgium
- Lichfield, Staffordshire, Inglaterra, Reino Unido

## Economía e infraestructura

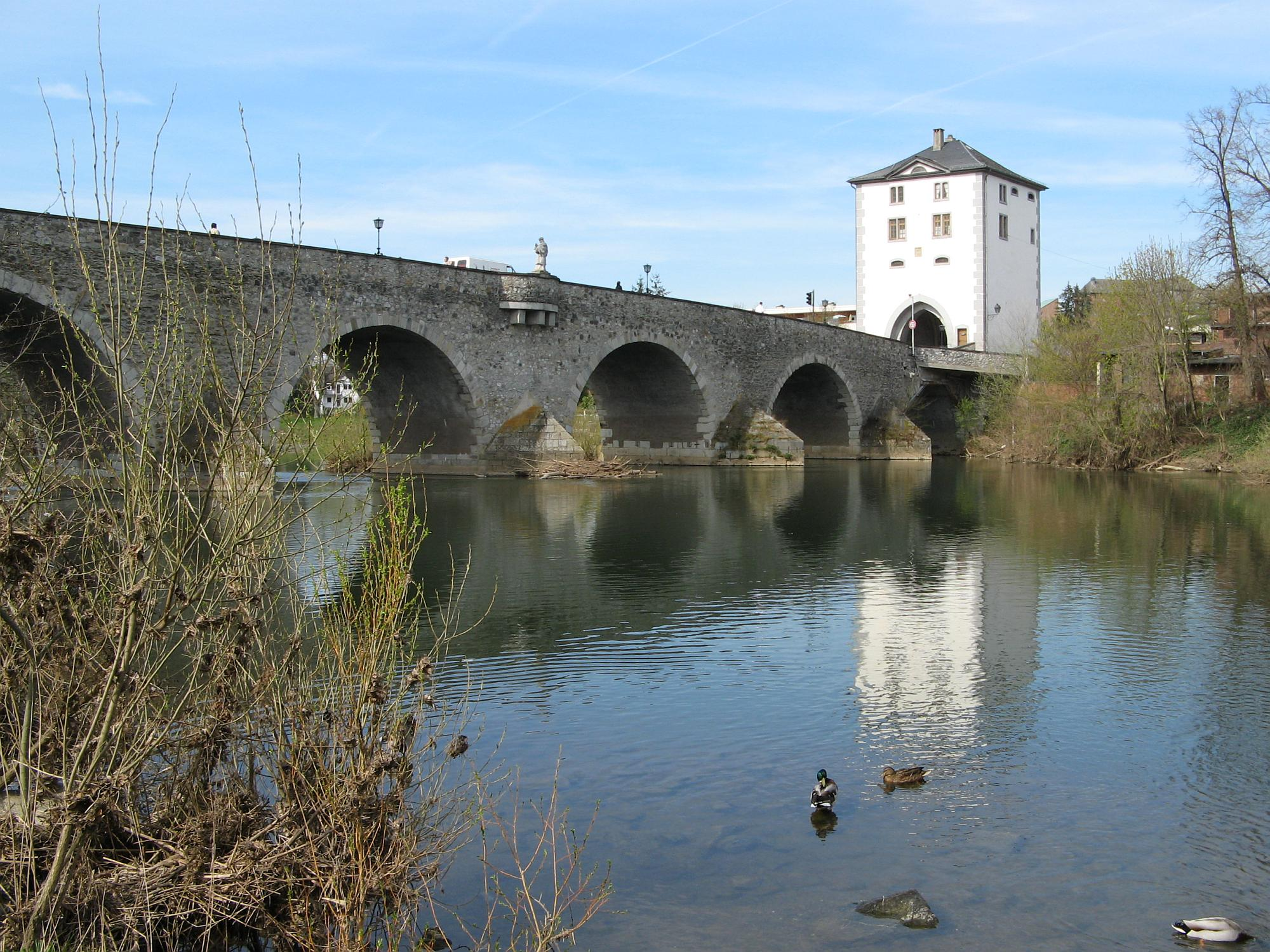
El antiguo puente sobre el Lahn por donde la Vía pública cruzaba el río

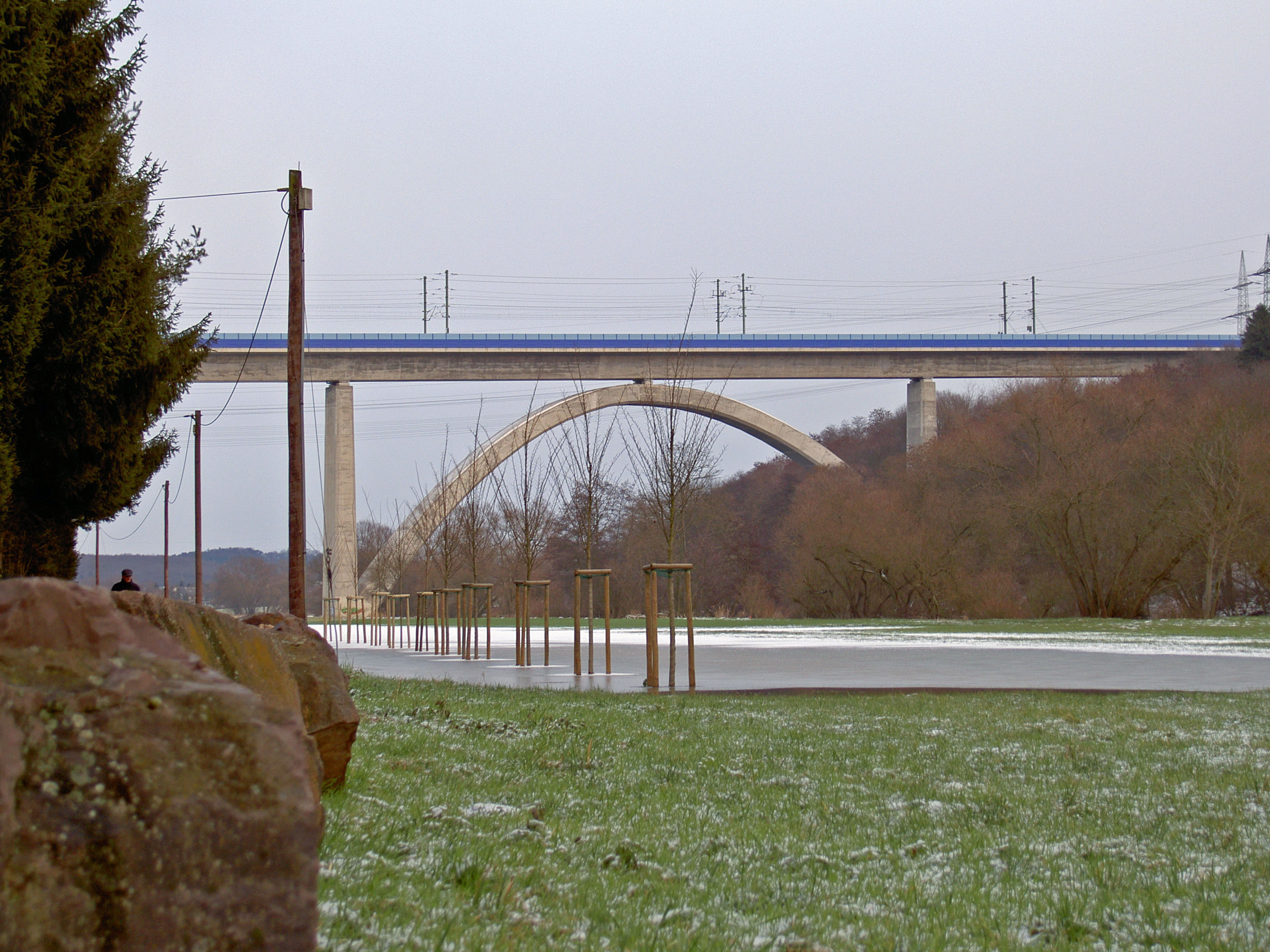
Puente sobre el valle del Lahn en la línea del InterCityExpress

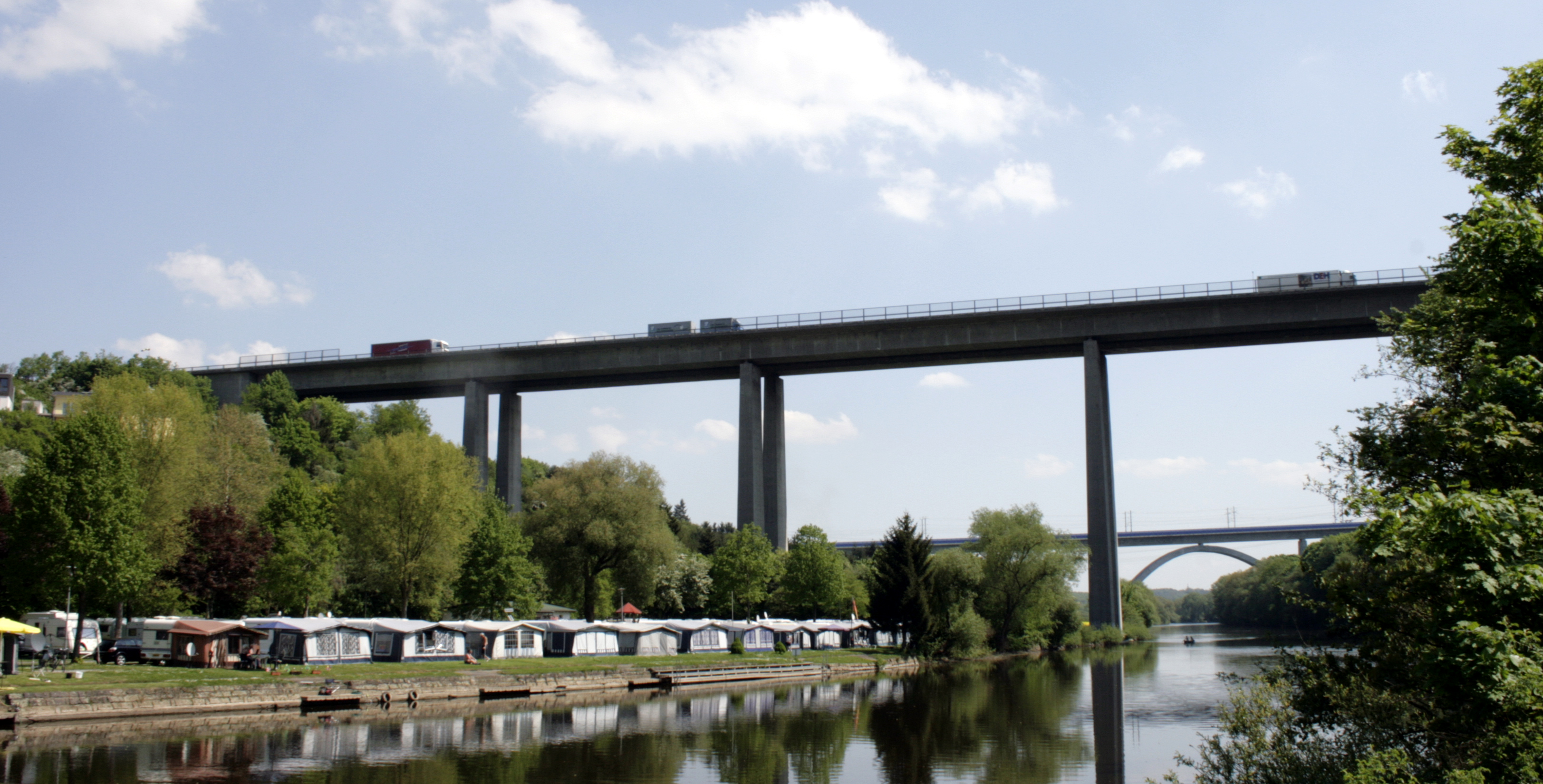
Puente sobre el Lahn de la A3, de fondo, el puente del ICE

### Transporte
Limburgo es un pueblo tradicional donde se realizan transbordos y paradas. Ya en la Edad Media, la Via Publica cruzaba el Lahn navegable por él. Hoy, la autopista A3 que pasa por Colonia, Frankfurt o Núremberg, pasa a su vez por Limburgo, una moderna reconstrucción de la vieja Via Publica.
En 1862, Limburgo fue adherida a la red de ferrocarriles. La estación de Limburgo se convirtió en una plataforma de transporte desde la que parten otras líneas o desde donde hacer transbordos a distintas direcciones.
Una vez construido el InterCityExpress Colonia-Frankfurt, Limburgo adquirió una nueva estación en la zona sur de la ciudad.
El aeropuerto más cercano es el Aeropuerto de Frankfurt, situado a 63 km siguiendo al A3. Con ICE el periodo de tiempo es de 20 minutos. El aeropuerto de Colonia-Bonn se encuentra a 110 km y mediante el ICE se precisan 44 minutos para llegar.

### Deporte
Limburg acoge a varios clubes deportivos, algunos incluso la representan en Bundesligas o a nivel mundial.
- Limburger Club für Wassersport 1895/1907 e.V.
- Limburger Hockey Club
- Schwimmverein Poseidon Limburg e. V. (natación)

## Cultura y monumentos

### Teatro
El cabaret Thing, fundado hace más de 25 años, es llevado por un club independiente de actores. En el programa se puede encontrar chanson, cabaret, literatura, jazz y música folk, rock, así como actuaciones de cantautores. Es un punto de nuevos artistas jóvenes para promocionarse. 

### Museos

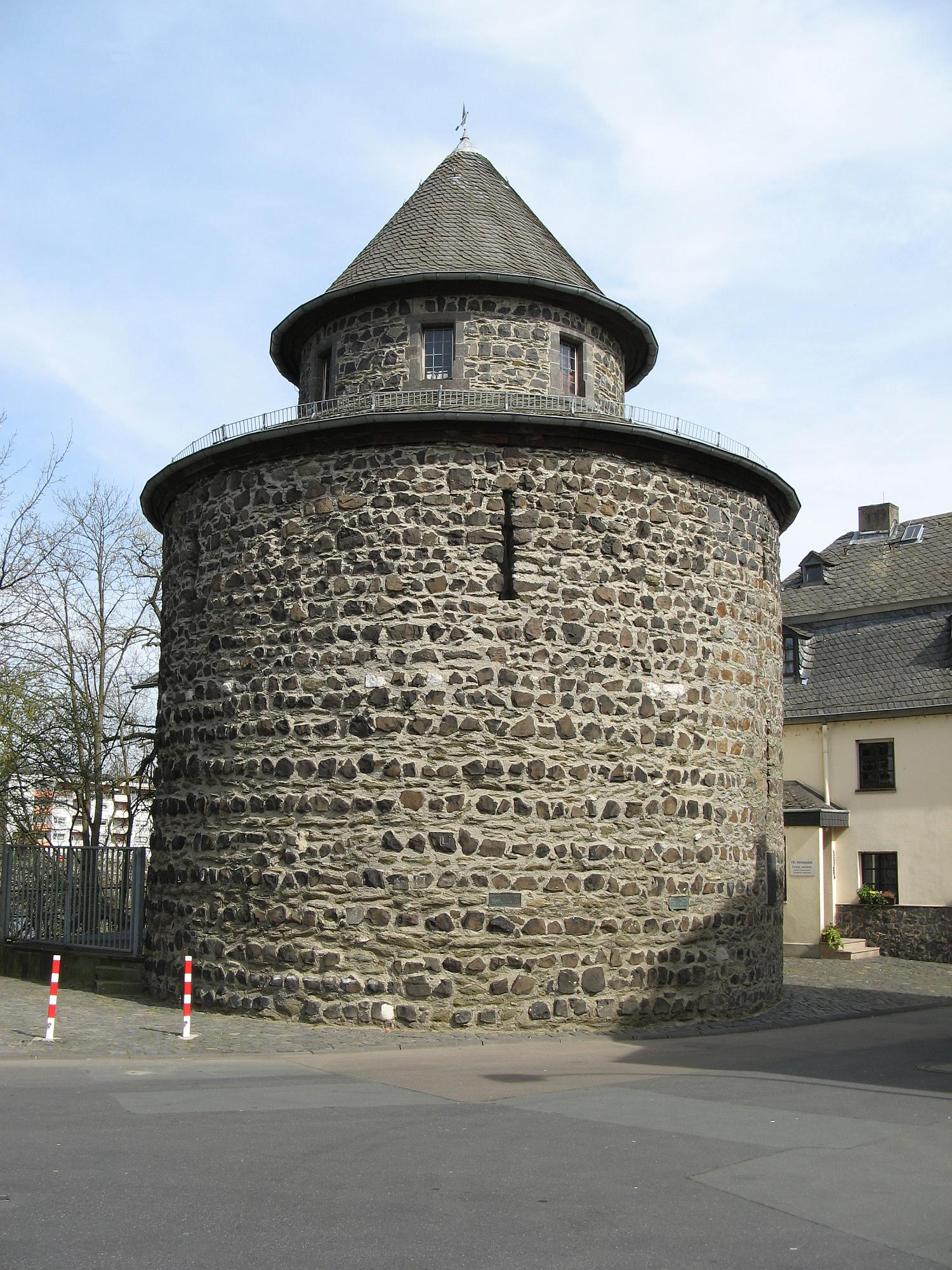
El Katzenturm, antigua parte de la muralla de la ciudad, hoy museo naval

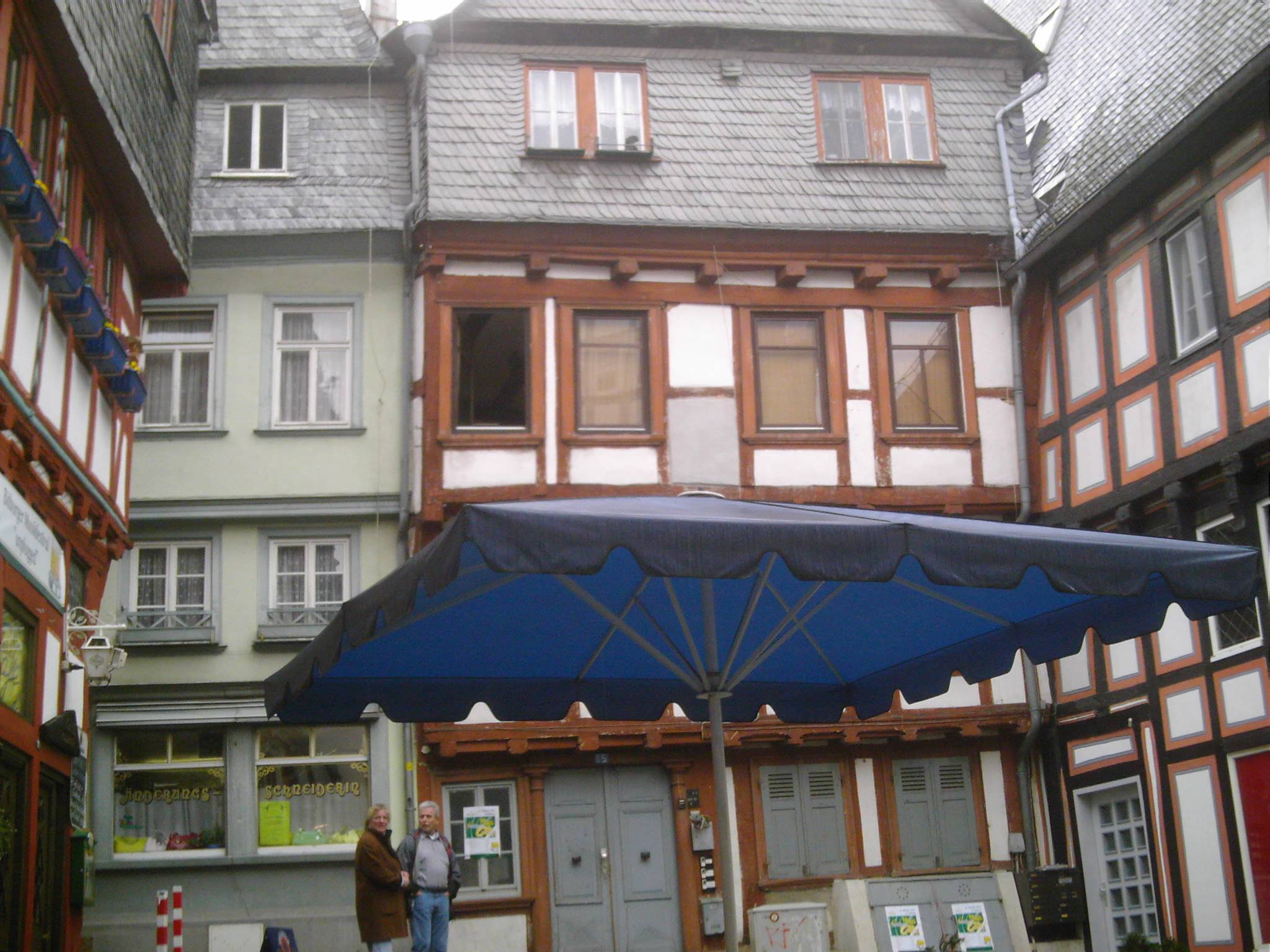
Fischmarkt

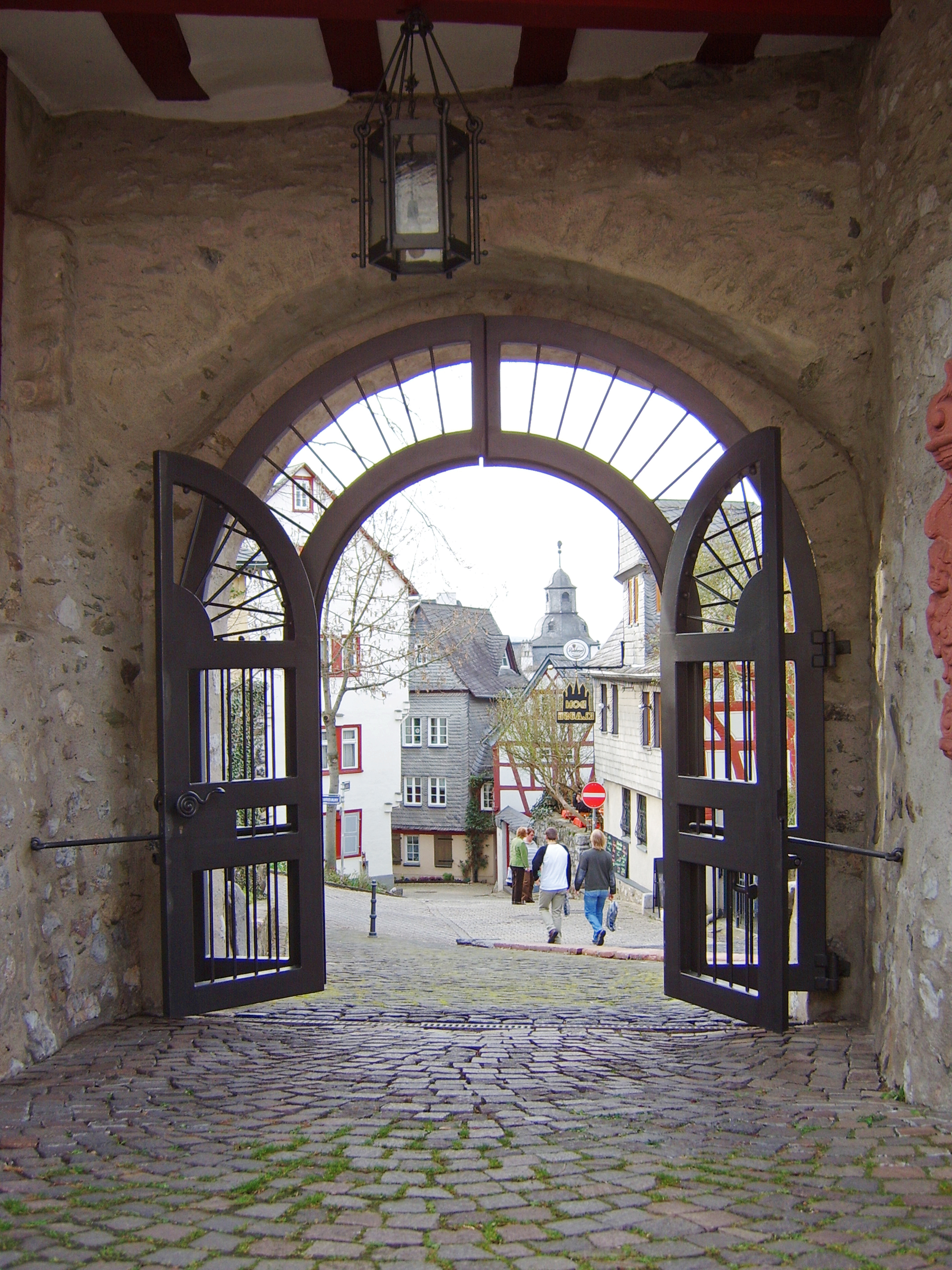
Vista a través de una puerta cerca del tesoro de la catedral de Limburgo

En Limburg hay diversos museos, como:
- Colecciones de arte de la Ciudad de Limburg que ofrecen exhibiciones
- Tesoro de la catedral y museo diocesano
- Museo Naval de Limburgo

### Edificios
Sólo unas pocas poblaciones, como Limburgo, han sido capaces de mantener un número alto de edificios medievales intactos. El antiguo núcleo amurallado entre la Catedral de San Jorge, Grabenstraße y el puente sobre el Lahn se encuentran sobre protección monumental.
La ciudad antigua (Altstadt) incluye la catedral y una serie de angostas calles con casas parcialmente construidas en madera datadas principalmente en el siglo XVII y XVIII.
- Limburger Dom, una catedral del Románico tardío
- Limburger Schloss, castillo del siglo XIII
- Burgmannenhaus, construida alrededor de 1544, un museo hoy
- St. Anna-Kirche (iglesia)
- Antiguo Puente sobre el Lahn, de 1315, por donde la Vía pública cruzaba el Lahn
- En la ciudad antigua se pueden encontrar numerosas casas parcialmente construidas en madera de los siglos XIII a XIX. Las más conocidas:
  - Haus Kleine Rütsche 4,
  - Haus der sieben Laster (“Casa de los 7 vicios”) en Brückengasse 9, construida en 1567
  - Werner-Senger-Haus,
  - Casas en el mercado de pescado
  - Römer 2-4-6
- Rathaus (“Ayuntamiento”), construido en 1899
- Huttig

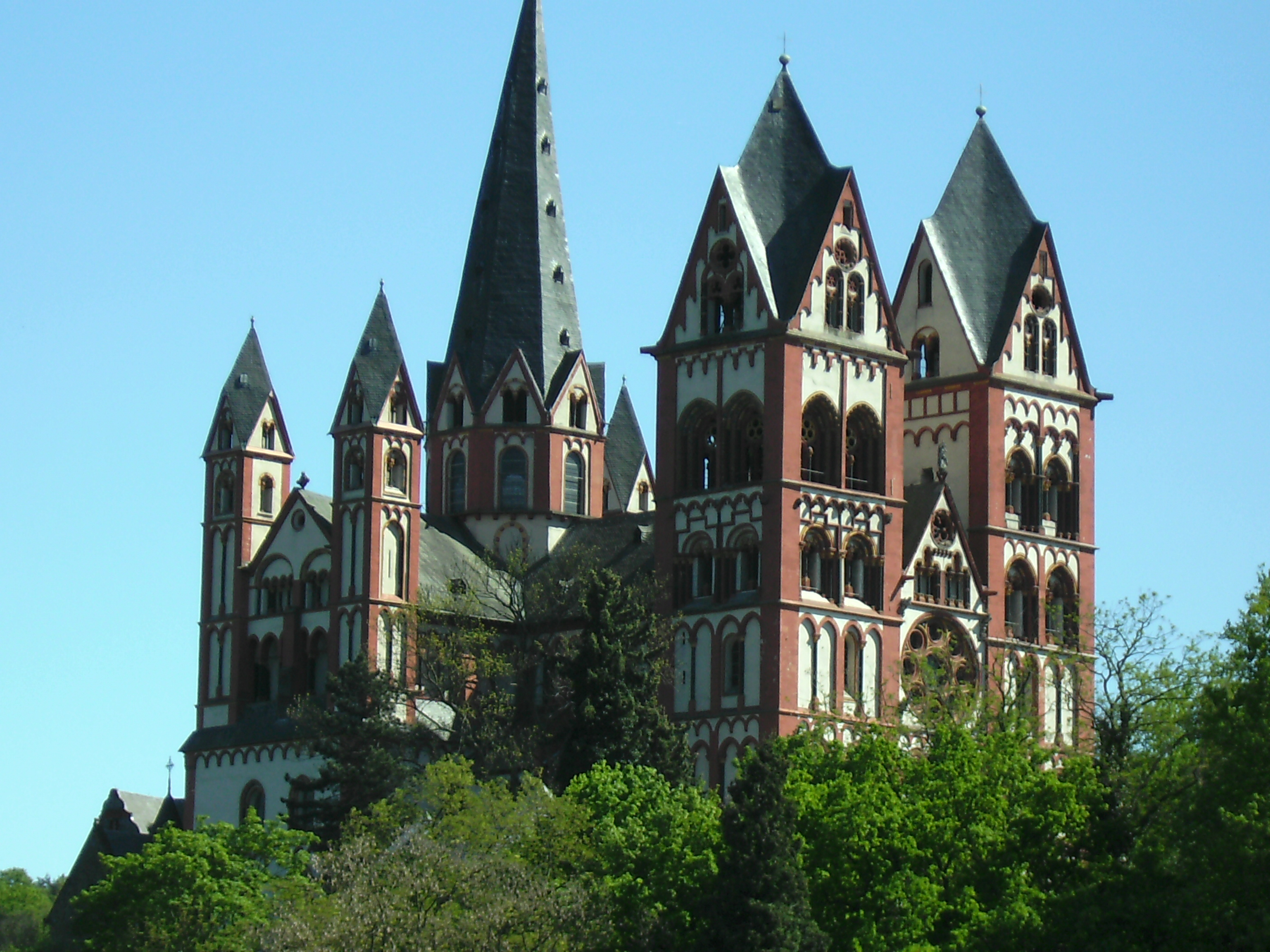
Catedral de Limburgo vista desde el puente
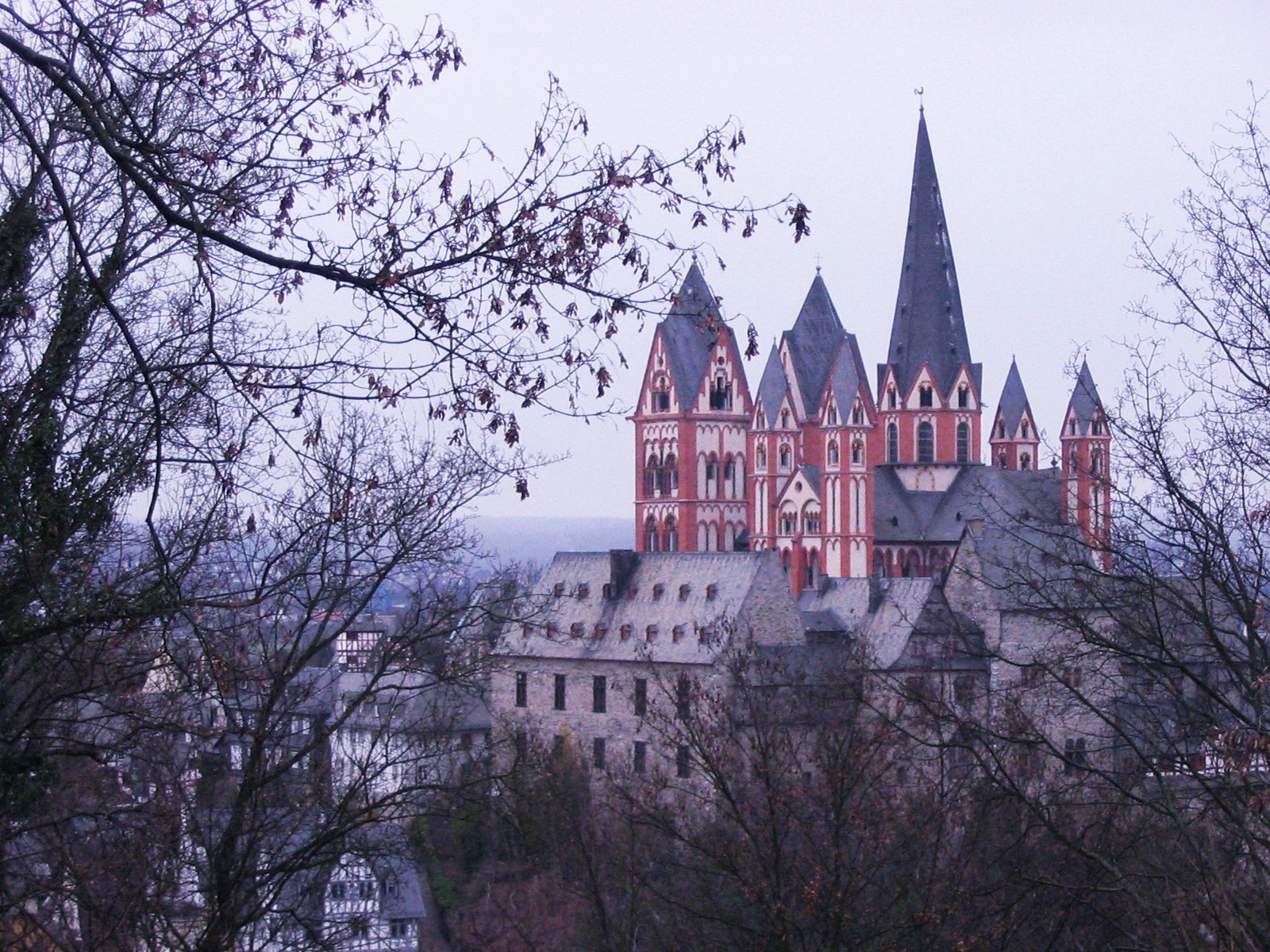
Catedral y castillo
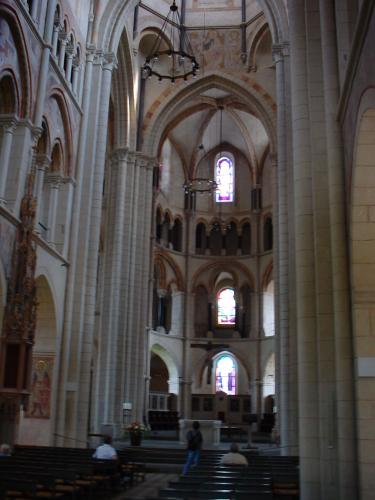
Catedral por dentro
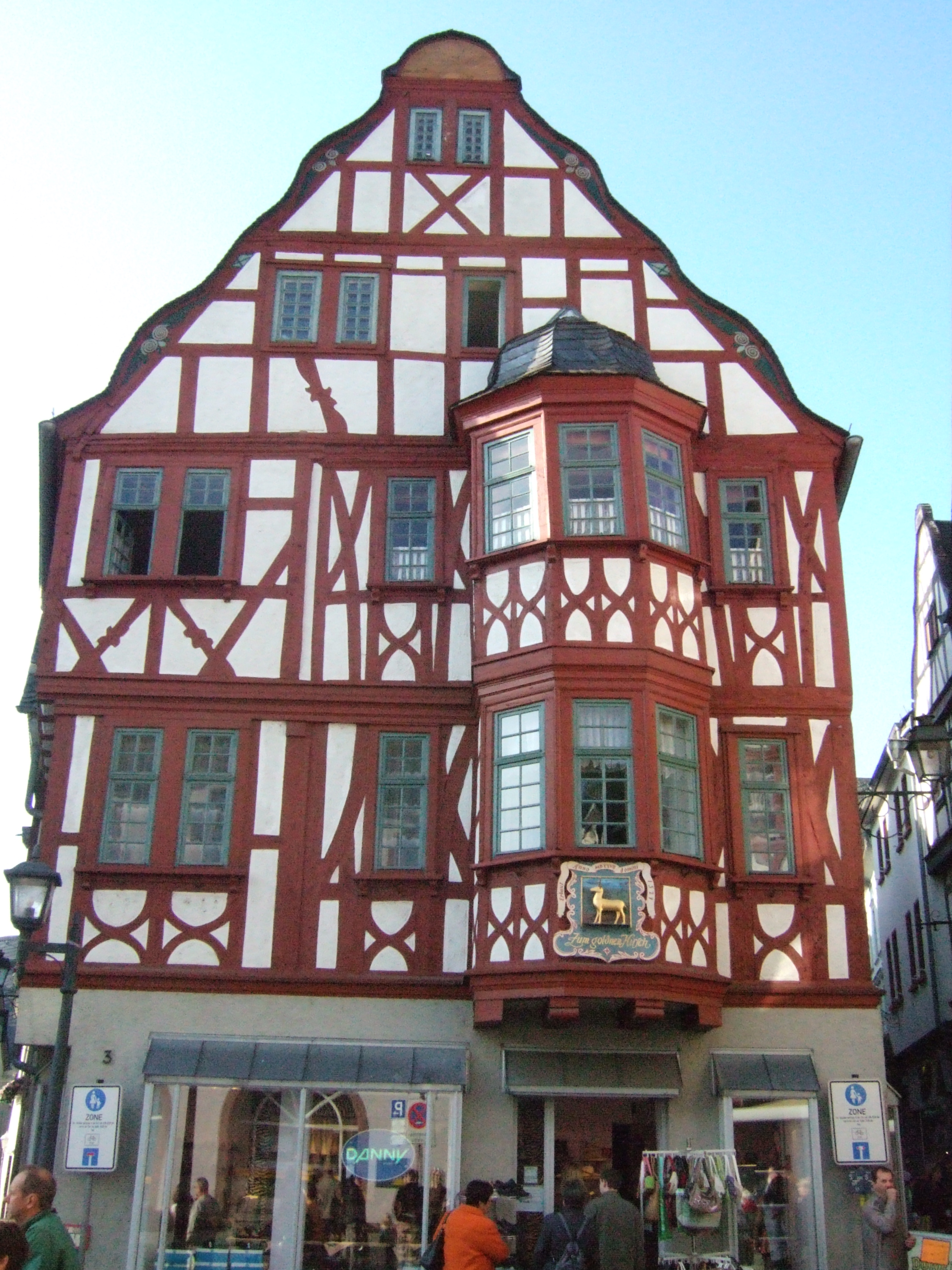
Zum goldenen Hirsch
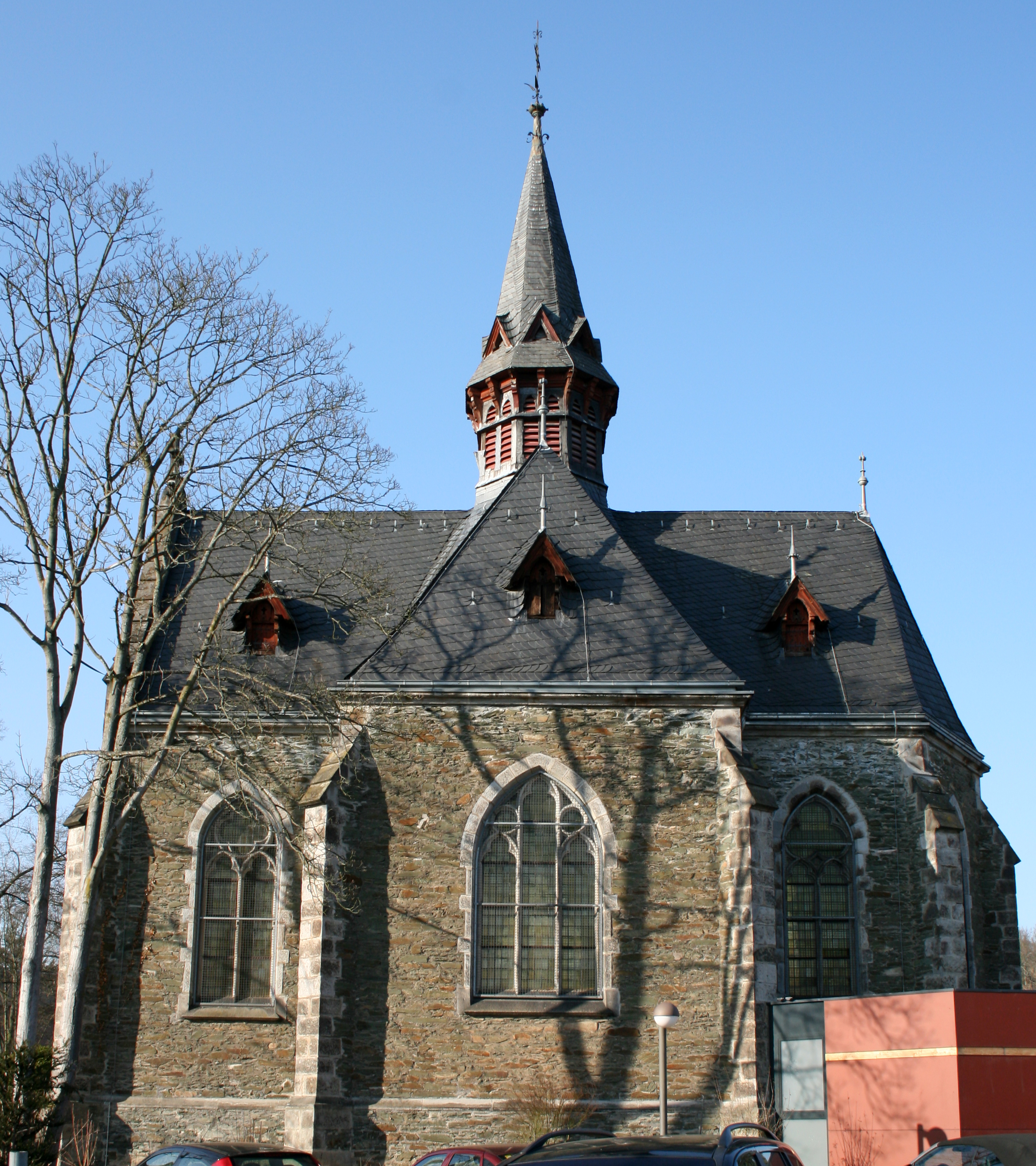
Capilla del cementerio
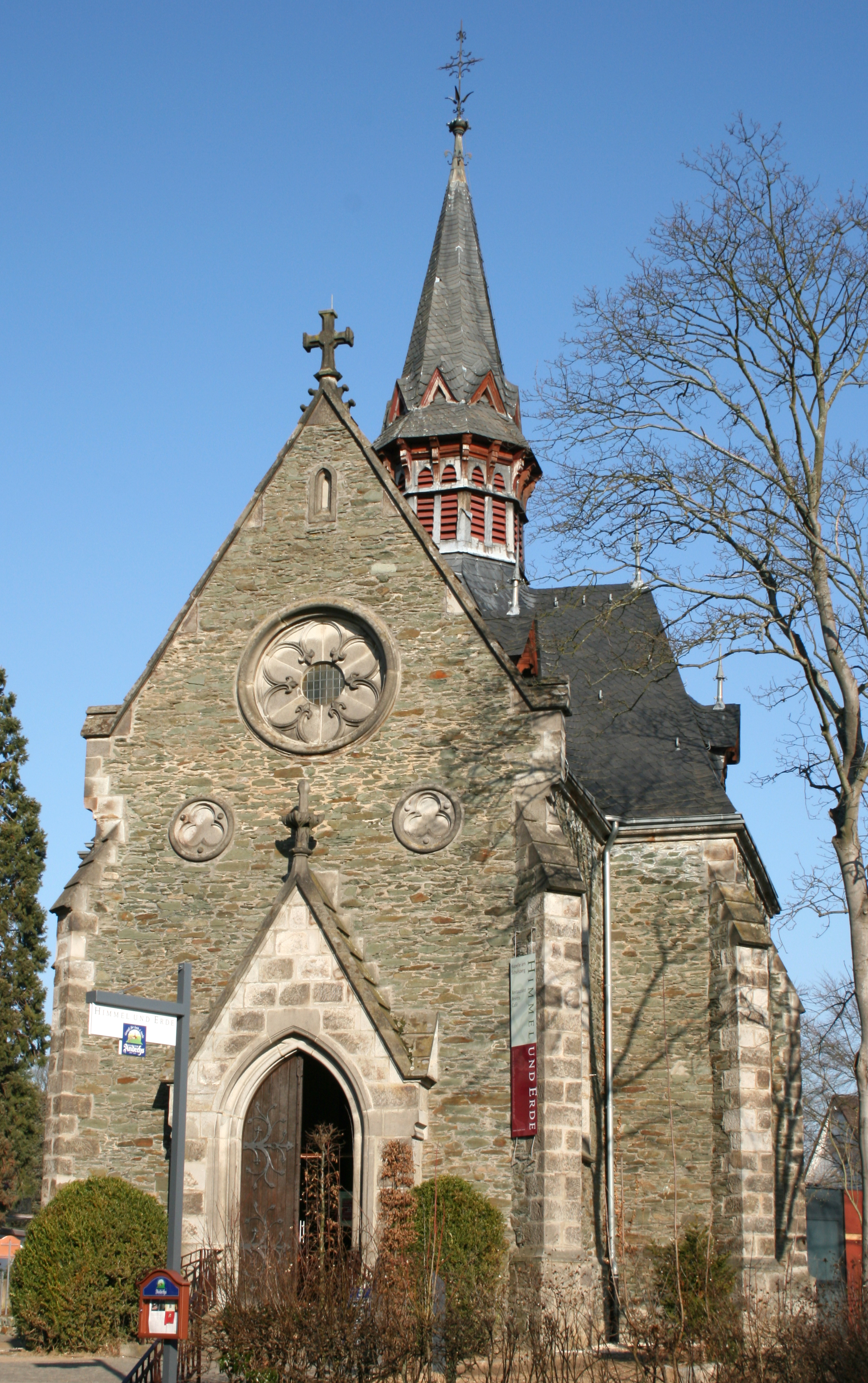
Capilla del cementerio, entrada

## Personas destacadas
- Christoph Prégardien (n. 1956), cantante